# Mercedes Ron
Mercedes Ron López (Buenos Aires, 1 de junio de 1993) es una escritora y comunicadora audiovisual argentina-española. Alcanzó su popularidad  gracias a la plataforma de Wattpad, con la trilogía Culpables (2017 - 2018), principalmente por su novela Culpa Mía (2017) que actualmente cuenta con más de 100 mil ejemplares vendidos, además de Culpa Tuya (2017), con la cual cuentan con su propia película producida por Amazon Prime Vídeo (2023 y 2024 respectivamente). Un año después de Culpa Nuestra (tercer libro de Culpables y la cual también contará con película propia en 2025) publicó la bilogía Enfrentados (2019), y otro año después publicó la trilogía Dímelo (2020 - 2021). Sus publicaciones más recientes son 30 Sunsets para Enamorarte y 10.000 Millas para Encontrarte, de la saga Bali. 

## Biografía
Nació en la ciudad de Buenos Aires y por su lado paterno cuenta con ascendencia asturiana. Vivió la mitad de su infancia y toda su adolescencia entre España y el Reino Unido, por lo que la joven autora habla tanto el español como el inglés a la perfección. Estudió licenciatura en Comunicación audiovisual en la Universidad de Sevilla. En junio del 2024 contrajo matrimonio con el arquitecto Joaquín Martín.

### Vida privada
Cuando era niña se mudó con su familia hacia Europa, huyendo de la crisis argentina del 2001. La saga Culpables, principalmente por el relato de la novela de Culpa Mía, está inspirada en el videoclip de I Knew You Were Trouble de la cantautora estadounidense Taylor Swift. La propia autora comentó que le fascinó la trama de ese videoclip, lo que la motivó en escribir la novela a mediados del 2012. Actualmente vive en la ciudad Sevilla junto a su esposo.

## Carrera como escritora
Con solo 20 años, se unió a la red de Wattpad, en donde comenzó a escribir historias. Tiempo, se inscribió con Culpa Mía en el concurso prestigioso de la plataforma The Wattys 2016, siendo una de los ganadores de esa edición en septiembre del mismo año. A inicios del 2017, logró sacar su novela ganadora de Wattpad en físico, bajo el sello Montena de Penguin Random House de Barcelona y a finales del mismo año, publicó Culpa Tuya y estrenó su canal de Youtube autotitulado. En 2018, publicó Culpa Nuestra, la tercera y última parte de la trilogía Culpables.  Meses después, los libros de dicha trilogía fueron traducidas al francés como À contre-sens, por la editorial francesa Hachette Romans, e hizo su primera gira mundial en España y Latinoamérica, para la firma y promoción de su última novela. En el año 2019, Ron publicó la bilogía Enfrentados, con la novela Marfil y en octubre del mismo año, publicó Ébano. En el año 2020 publicó Dímelo Bajito y Dímelo con Secreto, en el 2021 publicó Dímelo con Besos, siendo estos tres últimos de la trilogía Dímelo. En mayo del 2023 publicó su nueva novela 30 Sunsets para Enamorarte, primer libro de su nueva saga Bali. El 8 de junio de 2023 se estrenó la película Culpa Mía, la adaptación de su novela más exitosa.

## Adaptaciones a la pantalla
1. Trilogía Culpables: el 8 de junio de 2023 Prime Video estrenó la adaptación cinematográfica de Culpa mía, el primer libro de la trilogía, estando protagonizada por Nicole Wallace como Noah y Gabriel Guevara como Nick.[10] El 26 de julio se confirmó la adaptación del resto de libros de la saga.[11]